# Nombre rectangular
Els nombres rectangulars són els nombres compostos resultants del producte de dos nombres naturals diferents. També s'anomenen nombres oblongs. S'anomenen així perquè es poden representar mitjançant un rectangle. Complementen als nombres triangulars i als nombres quadrats ja coneguts pels grecs, segurament pels pitagòrics.
Així, per exemple, el nombre 18 és un nombre rectangular, ja que es pot obtenir a partir del producte de 2·9 =18, o 9·2=18, tot i que també a partir de 3·6 = 18, o 6·3=18.
Un cas especial són els nombres "prònics", que són aquells resultat de multiplicar dos nombres naturals consecutius, així que tenen sempre la forma n·(n+1) per n ≥ 1. Per exemple, el 2, el 6, el 12, el 20, ...